# La caça
La caça (títol original en danès, Jagten) és una pel·lícula danesa de 2012 dirigida per Thomas Vinterberg i protagonitzada per Mads Mikkelsen. Es va exhibir per primera vegada al Festival Internacional de Cinema de Toronto en 2012. Va guanyar 16 premis i va tenir més de 20 nominacions. S'ha doblat i subtitulat al català.

## Sinopsi
El protagonista és un mestre en un petitíssim poblet de Dinamarca on es coneixen tots. Lucas acaba de ser abandonat per la seva esposa, qui es va emportar al seu fill i no se sap per què. Tots els dies porta i porta pel bosc a la filla del seu millor amic fins a la guarderia infantil on ell treballa. Allí està en contacte permanent amb nens molt petits. Un dia, aquesta nena, Klara, l'acusa d'haver abusat sexualment d'ella. La pel·lícula mostra les conseqüències d'aquesta acusació per a Lucas, Klara, el pare de Klara i la reacció de tots els pobladors. La pregunta que guia tota la pel·lícula és què es fa davant una denúncia d'abús sexual infantil.

## Repartiment
- Mads Mikkelsen - Lucas
- Thomas Bo Larsen - Theo
- Annika Wedderkopp - Klara
- Lasse Folgelstrøm - Marcus
- Susse Wold - Grethe
- Alexandra Rapaport - Nadja

## Producció
La pel·lícula fou produïda per Zentropa per 20 milions de corones daneses. Va rebre suport de coproducció de Film i Väst i Zentropa International de Suècia. Es va obtenir més suport de Det Danske Filminstitut, DR, Eurimages, Nordisk Film i TV Fond, l'Institut Suec de Cinema, Sveriges Television i el programa MEDIA.

## Recepció

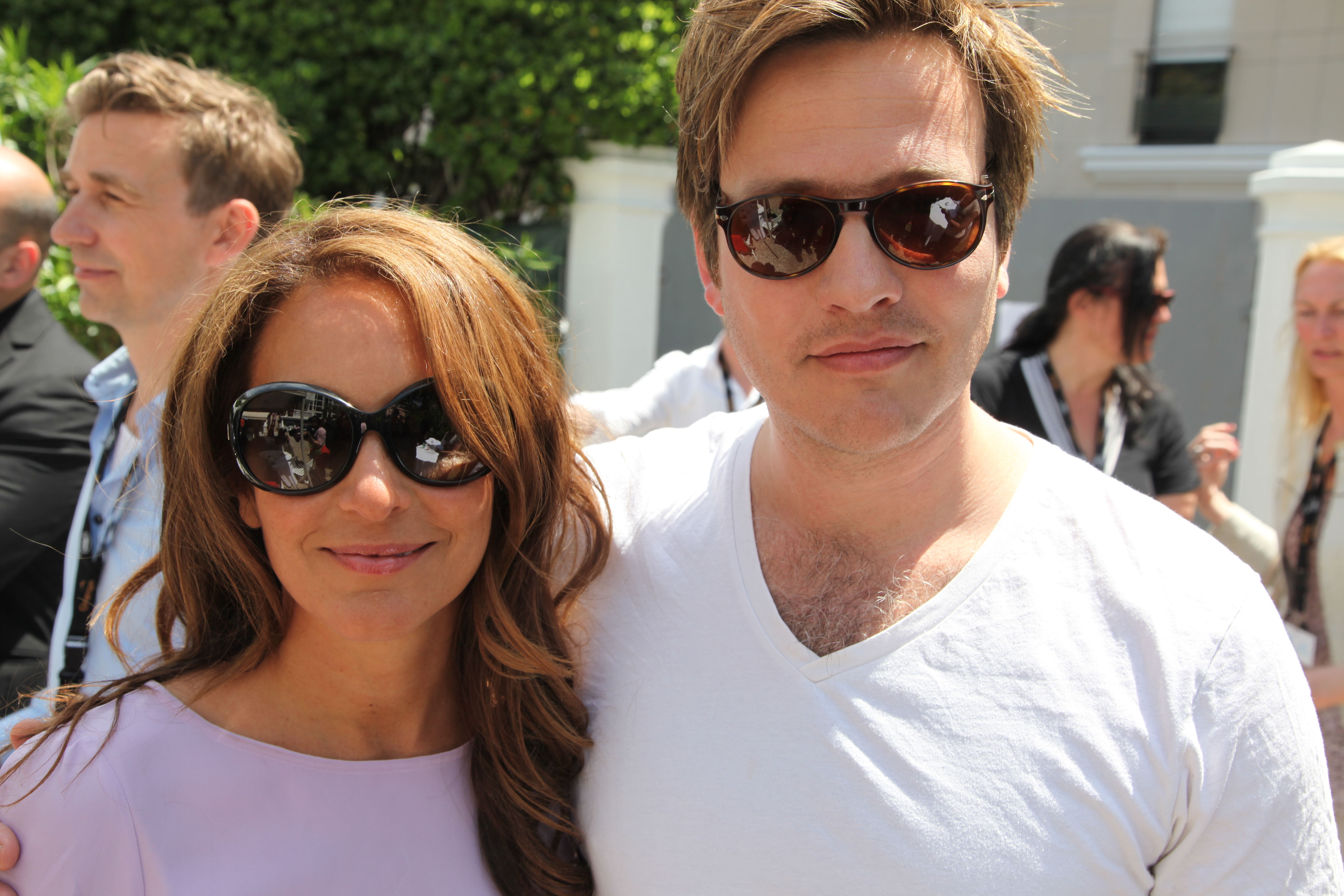
Alexandra Rapaport i Thomas Vinterberg al Festival de Cannes 2012

### Taquilla
Jagten fou estrenada internacionalment el 20 de maig de 2012 al 65è Festival Internacional de Cinema de Canes de 2012, com a primera pel·lícula en danès en la competició principal des de 1998. Mads Mikkelsen va guanyar el premi al millor actor a Canes. Tenint en compte el seu pressupost estimat en 3,8 milions de dòlars, la pel·lícula va ser un èxit financer; en total, va guanyar més de 16 milions de dòlars, inclosos 7,9 milions de dòlars a Dinamarca. Als Estats Units, es va mostrar a 47 sales i va guanyar 613.308 dòlars.

### Recepció crítica
La pel·lícula va rebre una aclamació universal. Té una qualificació d'aprovació del 92% a Rotten Tomatoes basat en 133 ressenyes, amb una nota mitjana de 7,83/10. El consens crític del lloc web afirma: "Ancorat per la simpàtica actuació de Mads Mikkelsen", "Jagten" planteja preguntes difícils amb el coratge de buscar respostes cap endavant." La pel·lícula també té una puntuació de 77 sobre 100 a Metacritic basat en 30 crítics, que indiquen "ressenyes generalment favorables".

## Premis
| Premi                                                | Data de cerimònia      | Categoria                               | Receptor(s)                            | Resultat  |
| ---------------------------------------------------- | ---------------------- | --------------------------------------- | -------------------------------------- | --------- |
| Premis Oscar                                         | 2 de març de 2014      | Millor pel·lícula en llengua estrangera |                                        | Nominat   |
| Alliance of Women Film Journalists                   | 19 de desembre de 2013 | Millor pel·lícula en llengua estrangera | Thomas Vinterberg                      | Guanyador |
| BAFTA                                                | 10 de febrer de 2013   | Millor pel·lícula en llengua no anglesa |                                        | Nominat   |
| British Independent Film Awards                      | 9 de desembre de 2012  | Millor pel·lícula estrangera            | Thomas Vinterberg                      | Guanyador |
| Premis Bodil                                         | 1 de febrer de 2014    | Millor pel·lícula danesa                |                                        | Guanyador |
| Premis Bodil                                         | 1 de febrer de 2014    | Millor actor                            | Mads Mikkelsen                         | Guanyador |
| Premis Bodil                                         | 1 de febrer de 2014    | Millor actor secundari                  | Thomas Bo Larsen                       | Nominat   |
| Premis Bodil                                         | 1 de febrer de 2014    | Millor actor secundari                  | Lars Ranthe                            | Nominat   |
| Premis Bodil                                         | 1 de febrer de 2014    | Millor actriu secundària                | Anne Louise Hassing                    | Nominat   |
| Premis Bodil                                         | 1 de febrer de 2014    | Millor actriu secundària                | Susse Wold                             | Guanyador |
| Premis Bodil                                         | 1 de febrer de 2014    | Millor fotografia                       | Charlotte Bruus Christensen            | Guanyador |
| Festival de Cinema de Canes                          | 27 de maig de 2012     | Millor Actor                            | Mads Mikkelsen                         | Guanyador |
| Festival de Cinema de Canes                          | 27 de maig de 2012     | Premi del Jurat Ecumènic                | Thomas Vinterberg                      | Guanyador |
| Festival de Cinema de Canes                          | 27 de maig de 2012     | Premi Vulcan                            | Charlotte Bruus Christensen            | Guanyador |
| Festival de Cinema de Canes                          | 27 de maig de 2012     | Palma d'Or                              | Thomas Vinterberg                      | Nominat   |
| Chicago Film Critics Association Awards              | 16 de desembre de 2013 | Millor pel·lícula en llengua estrangera |                                        | Nominat   |
| Critics' Choice Awards                               | 16 de gener de 2014    | Millor pel·lícula en llengua estrangera |                                        | Nominat   |
| Dallas–Fort Worth Film Critics Association           | 16 de desembre de 2013 | Millor pel·lícula en llengua estrangera |                                        | Nominat   |
| Satellite Awards                                     | 23 de febrer de 2014   | Millor pel·lícula en llengua estrangera |                                        | Nominat   |
| Premis del Cinema Europeu                            | 1 de desembre de 2012  | Millor pel·lícula                       | Thomas Vinterberg                      | Nominat   |
| Premis del Cinema Europeu                            | 1 de desembre de 2012  | Millor Director                         | Thomas Vinterberg                      | Nominat   |
| Premis del Cinema Europeu                            | 1 de desembre de 2012  | Millor Actor                            | Mads Mikkelsen                         | Nominat   |
| Premis del Cinema Europeu                            | 1 de desembre de 2012  | Millor guió                             | Thomas Vinterberg, Tobias Lindholm     | Guanyador |
| Premis del Cinema Europeu                            | 1 de desembre de 2012  | Millor muntatge                         | Janus Billeskov Jansen, Anne Østerud   | Nominat   |
| Premis Globus d'Or                                   | 12 de gener de 2014    | Millor pel·lícula en llengua estrangera |                                        | Nominat   |
| Independent Spirit Awards                            | 1 de març de 2014      | Millor pel·lícula estrangera            |                                        | Nominat   |
| International Online Film Critics' Poll              | 26 de gener de 2015    | Millor actor                            | Mads Mikkelsen                         | Nominat   |
| London Film Critics Circle Awards                    | 20 de gener de 2013    | Actor de l'any                          | Mads Mikkelsen                         | Nominat   |
| National Board of Review Awards                      | 4 de desembre de 2013  | Top Foreign Films                       |                                        | Guanyador |
| Premis del Consell Nòrdic de Cinema                  | 30 d'octubre de 2013   | Premi del Consell Nòrdic de Cinema      | Thomas Vinterberg                      | Guanyador |
| Online Film Critics Society Awards                   | 16 de desembre de 2013 | Millor actor                            | Mads Mikkelsen                         | Nominat   |
| Premis Robert                                        | 27 de gener de 2014    | Millor pel·lícula danesa                | Thomas Vinterberg                      | Guanyador |
| Premis Robert                                        | 27 de gener de 2014    | Millor director                         | Thomas Vinterberg                      | Guanyador |
| Premis Robert                                        | 27 de gener de 2014    | Millor guió                             | Thomas Vinterberg,Tobias Lindholm      | Guanyador |
| Premis Robert                                        | 27 de gener de 2014    | Millor actor                            | Mads Mikkelsen                         | Guanyador |
| Premis Robert                                        | 27 de gener de 2014    | Millor actor secundari                  | Thomas Bo Larsen                       | Nominat   |
| Premis Robert                                        | 27 de gener de 2014    | Millor actriu secundària                | Susse Wold                             | Guanyador |
| Premis Robert                                        | 27 de gener de 2014    | Millor actriu secundària                | Anne Louise Hassing                    | Nominat   |
| Premis Robert                                        | 27 de gener de 2014    | Millor fotografia                       | Charlotte Bruus Christensen            | Nominat   |
| Premis Robert                                        | 27 de gener de 2014    | Millor muntatge                         | Anne Østerud, Janus Billeskov Jansen   | Guanyador |
| Premis Robert                                        | 27 de gener de 2014    | Millor disseny de producció             | Torben Stig Nielsen                    | Nominat   |
| Premis Robert                                        | 27 de gener de 2014    | Millor disseny de vestuari              | Manon Rasmussen                        | Nominat   |
| Premis Robert                                        | 27 de gener de 2014    | Millor Make-Up                          | Bjørg Serup                            | Nominat   |
| Premis Robert                                        | 27 de gener de 2014    | Millor banda sonora original            | Nikolaj Egelund                        | Nominat   |
| Premis Robert                                        | 27 de gener de 2014    | Millor so                               | Kristian Eidnes Andersen, Thomas Jæger | Nominat   |
| Premis Robert                                        | 27 de gener de 2014    | Premi de l'audiència – Millor Drama     | Thomas Vinterberg                      | Guanyador |
| St. Louis Gateway Film Critics Association Awards    | 16 de desembre de 2013 | Millor pel·lícula en llengua estrangera |                                        | Nominat   |
| San Diego Film Critics Society Awards                | 11 de desembre de 2013 | Millor pel·lícula en llengua estrangera |                                        | Nominat   |
| Toronto Film Critics Association                     | 16 de desembre de 2013 | Millor pel·lícula en llengua estrangera |                                        | Runner-up |
| Vancouver International Film Festival                | 12 October 2012        | Rogers People's Choice Award            | Thomas Vinterberg                      | Guanyador |
| Washington D.C. Area Film Critics Association Awards | 9 de desembre de 2013  | Millor pel·lícula en llengua estrangera |                                        | Nominat   |